# 育才街道 (石家庄市)
育才街道，是中华人民共和国河北省石家庄市长安区下辖的一个乡镇级行政单位。

## 行政区划
育才街道下辖以下地区：
药东社区、华药一区社区、谈北社区、二化社区、跃西社区、医大联合社区、谈南社区、裕彤社区和华清社区。